# Лукашин Ігор Володимирович
Лукашин Ігор Володимирович (7 серпня 1979) — російський стрибун у воду.
Олімпійський чемпіон 2000 року.
Призер Чемпіонату світу з водних видів спорту 1998 року.
Призер Чемпіонату Європи з водних видів спорту 1997 року.